# Josef Schreiner
Josef Schreiner   (segle XX) va ser un esquiador de fons alemany que va competir durant la dècada de 1930. En el seu palmarès destaca una medalla de plata al Campionat del Món d'esquí nòrdic de 1934 i un campionat nacional.